# AXN White
AXN White (anteriormente Sony Entertainment Television) es un canal de televisión por suscripción portugués y anteriormente español, perteneciente a Sony Pictures Entertainment y dirigido a un público femenino.
El canal comenzó sus emisiones en Portugal el día 14 de abril de 2012 y en España el 7 de mayo del mismo año,en ambos países como sustituto de Sony TV.
El 1 de mayo de 2023, AXN White fue sustituido por AXN Movies en España y también cambió de temática, ya que se convirtió en una canal dedicado en exclusiva al cine, abandonado la emisión de series.

## Historia
El 12 de abril de 2008, Sony Entertainment Television se lanzó en Portugal en MEO antes de unirse a los demás operadores, al mismo tiempo que el lanzamiento del canal Animax en España y Portugal.
En abril de 2012, varios portales de Internet especializados en el medio audiovisual anunciaron la llegada de AXN White a Portugal, uniéndose a AXN y AXN Black, siendo así el primer país en tener presente esas tres marcas de AXN.
Así, AXN White inició sus emisiones el 14 de abril de 2012 en Portugal y el 7 de mayo del mismo año en España, sustituyendo en ambos países a SET. La programación fue muy similar a la de Sony TV, basada en series de ficción y películas de cine de comedia y romance. Aun así, poco a poco fue cambiando la programación del canal convirtiéndose en un complemento de AXN.
Las novedades que la cadena fue incorporando progresivamente fueron series como Smash, Golfas, Cursis y Beatas, Doctora en Alabama, ¡Llama a la comadrona!, Weeds, Melissa & Joey, Póquer de Reinas, La reina de las sombras y las nuevas temporadas de series como Pequeñas mentirosas, Divina de la Muerte, Ahora o nunca o Community.
El 1 de mayo de 2023, AXN White ha sido sustituido por AXN Movies en España. AXN Movies se lanzó en Portugal el 17 de febrero de 2020, sustituyendo a AXN Black, y AXN White sigue emitiéndose en Portugal. En particular, emite muchas series turcas de éxito protagonizadas por el actor Can Yaman,mientras que la serie italiana con este tio Viola come il mare se emitió en AXN.

## Imagen corporativa

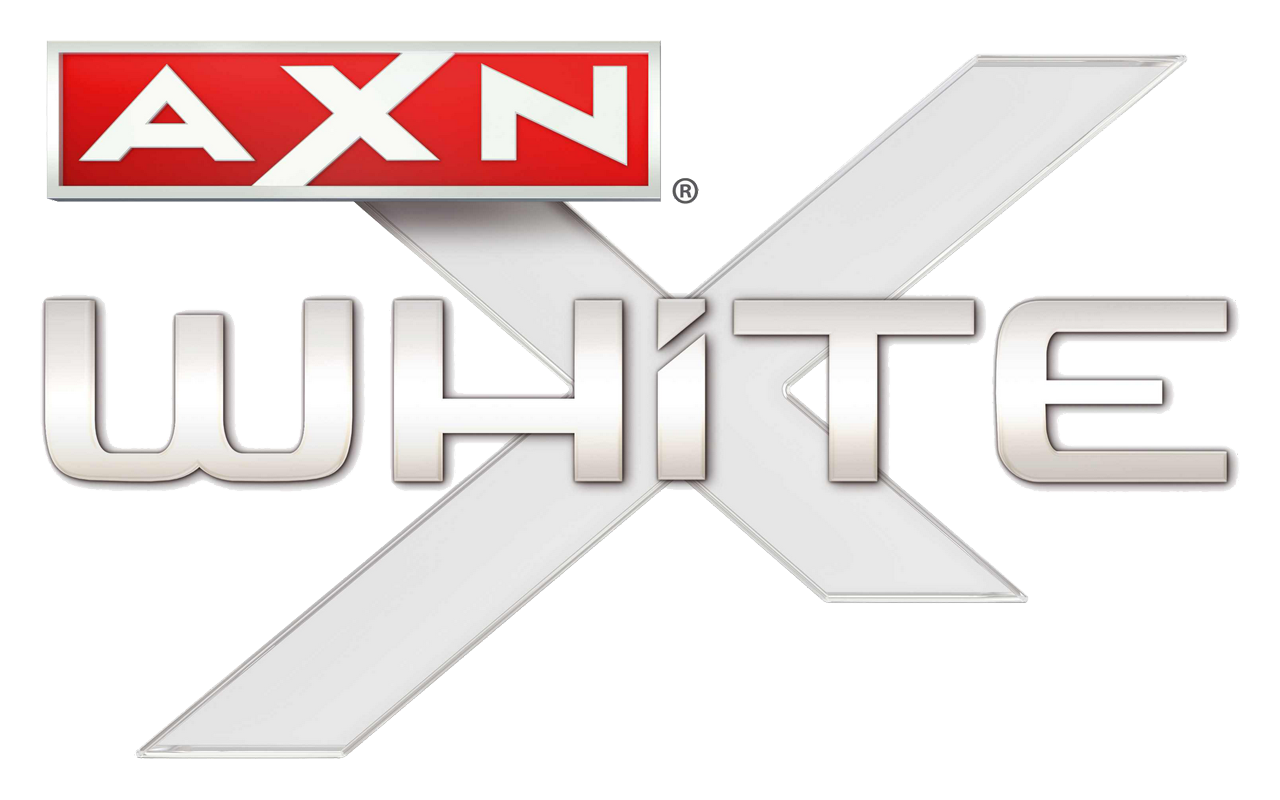
2012 - 2015
Desde 2015

## AXN Now
Es la plataforma de contenido bajo demanda que tiene actualmente AXN. Operada por Sony Pictures Television y ofrece series ilimitadas de sus canales.